# Birgit Nordin
Birgit Nordin Arvidson, född Nordin den 22 februari 1934 i Sangis i Nederkalix, död 7 april 2022 i Frustuna distrikt i Gnesta kommun, var en svensk hovsångerska (sopran), med lätthet för koloratur.

## Biografi
Nordin studerade vid Stockholms högskola 1953–1954 och vid Kungliga Musikhögskolan 1956–1958. Efter studierna engagerades hon vid Kungliga Operan i Stockholm 1958–1986.
Birgit Nordin debuterade i rollen som pagen Otto (Oscar) i Giuseppe Verdis Maskeradbalen, i Göran Genteles regi den 21 oktober 1958. Internationellt känd blev hon främst genom rollen som Nattens drottning i Ingmar Bergmans film av Mozarts opera Trollflöjten från 1974. Hon gjorde även Pamina i samma opera och Adina i Kärleksdrycken, Norina i Don Pasquale, Jenny i Staden Mahagonnys uppgång och fall och Aruru i Nørgårds Gilgamesh.
Nordin framträdde även vid Edinburghfestivalen på Covent Garden och i tv-produktioner av flera operor, bland annat Alban Bergs Lulu i dansk tv.  Hon gästspelade i Royal Albert Hall, Glyndbourne, Berlin, Hamburg, Hannover, Rom, Paris, Köpenhamn, Oslo, Helsingfors, Hongkong och Montreal.
Nordin var styrelseledamot i Statens kulturråd 1979–1983. Hon var sångpedagogiskt verksam sedan 1986 och utförde även regiuppdrag.

## Privatliv
Birgit Nordin var gift första gången 1956–1963 med fil.mag. Sten Friberg, andra gången 1968–1975 med bibliotekarien Bo Stenström och tredje gången från 1977 med hovsångaren Jerker Arvidson som avled 2007. Makarna Arvidson är begravda på Skogskyrkogården i Stockholm.

## Stipendier och utmärkelser
- Kristina Nilsson-stipendiet två gånger
- Gustaf VI Adolfs kungastipendium
- Norrbottens läns landstings stipendium
- Jussi Björlingstipendiet 1971
- Hovsångerska 1973
- Riddare av första klassen av Sankt Olavs Orden 1975
- Drottningholmsteaterns vänners stipendium (ur Prins Wilhelms 80-årsfond) 1975
- Drottningholmsteaterns vänners hederstecken 1977
- Hedersledamot vid Norrlands nation i Uppsala 1977
- Norrlandsförbundets Olof Högbergplakett 1980
- Einar Larssons stipendiefond 1992

## Diskografi (urval)
- Nattens drottning i Mozarts Trollflöjten. Regi: Ingmar Bergman. Sveriges Radio: Rxlp 1226-28. Även som DVD: The Magic Flute, Criterion Collection , 1975.
- Verdi, Rigoletto. Hugo Hasslo (baryton), Anders Näslund (baryton), Ingvar Wixell (baryton),  Sixten Ehrling (dirigent), et al. BIS CD 296 (2 cd).
- Drottningholm Court Theatre (1922–1992). Birgit Nordin: Il Mondo Della Luna, Hob. Xxviii:7, Act III: Un Certo Ruscelletto Per VI. Caprice CAP 21512.
- Donna Elvira i Mozarta Don Giovanni. The Chorus and Baroque Orchestra of the Drottningholm Court Theatre. Dirigent Arnold Östman. Virgin Classics Opera VHS VVD 342.
- Boldemann, Laci, Epitaphs. Phono Suecia.
- Mozart at the Royal Swedish Opera 1952–1967. Figaros bröllop. Finale no. 29 ”Pian pianin le andrò più presso” (Cherubino, Contessa, Susanna, Conte, Figaro). Caprice CAP 22059.

## Filmografi
- 1965 – Flygplan saknas

## TV (urval)
- 1965 – Maskeradbalen
- 1967 – Testamentet
- 1975 – Trollflöjten
- 1981 – Proserpin
- 1987 – Don Giovanni